# UFC Fight Night: Diaz vs. Guillard
UFC Fight Night: Diaz vs. Guillard (también conocido como UFC Fight Night 19) fue un evento de artes marciales mixtas celebrado por Ultimate Fighting Championship el 16 de septiembre de 2009 en el Cox Convention Center en Oklahoma City, Oklahoma.

## Historia
La pelea ya anunciada entre Josh Neer y Kurt Pellegrino fue trasladada a UFC 101.
Justin Buchholz sustituyó a Ronys Torres en su pelea con Jeremy Stephens.
Una lesión obligó a Chris Lytle a dejar la cartelera. Jake Ellenberger lo reemplazó.

## Premios extras
Cada peleador recibió un bono de $30 000.
- Pelea de la Noche: Nate Quarry vs. Tim Credeur
- KO de la Noche: Jeremy Stephens
- Sumisión de la Noche: Nate Diaz